# Собранці
Собранці (Собранце, словац. Sobrance, угор. Szobránc, нім. Sobranz) — місто, громада в Східній Словаччині, неподалік від кордону з Україною. Центр округи Собранці, Кошицький край.

## Історія
Перша згадка датується 1344 як село Сабранц. Міські права отримало в 1351 році. В 1878 році в Собранцях проживало 527 жителів. У часи Першої Чехословацької республіки та з 1996 року Собранці — районний центр.
Під час Другої світової війни в 1939—1945 роках разом із районом було приєднано до Угорщини.
Особливістю міста є наявність численних православної (7 %) та греко-католицької (37 %) общин.

## Географія
Через містечко пролягає дорога від державного кордону з Ужгорода до Міхаловець, відтіля — на Кошіце та Пряшів. Частина Собранець в напрямі Острова є колишнім селом Комаровце. Протікає річка Жяровниця

## Населення
| Рік:            | 1994. | 2004.   | 2014.   | 2024.   |
| --------------- | ----- | ------- | ------- | ------- |
| Кількість осіб: | 6188  | 6296    | 5981    | 5789    |
| Різниця:        |       | +1,74 % | -5,00 % | -3,21 % |

| Рік:            | 2023. | 2024.   |
| --------------- | ----- | ------- |
| Кількість осіб: | 5827  | 5789    |
| Різниця:        |       | -0,65 % |

Етнічний склад:
- словаки — 95,37 %
- цигани — 0,91 %
- чехи — 0,51 %
- українці — 0,37 %
- русини — 0,26 %
- інші — 2,58 %

## Релігії

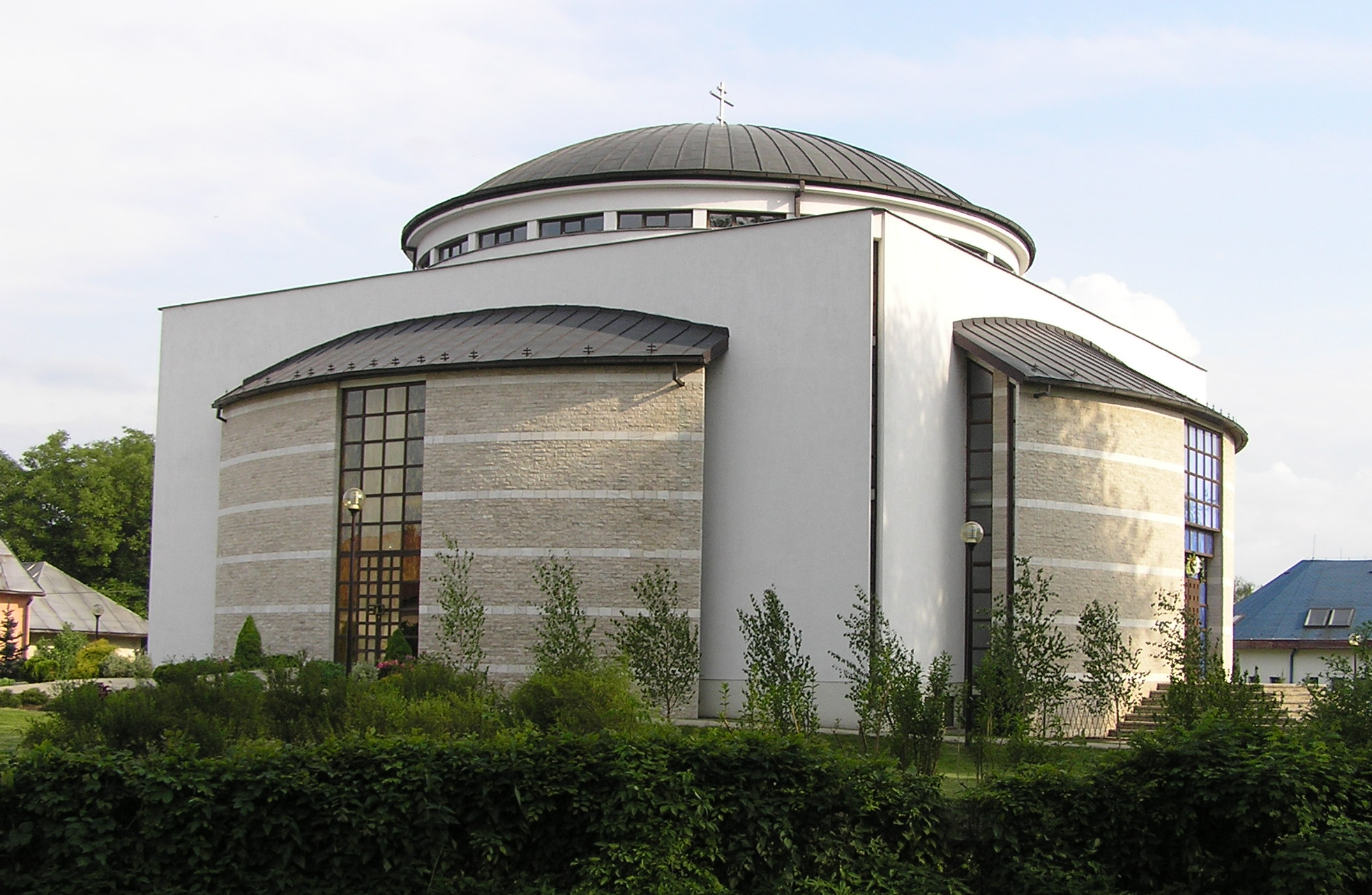
Греко-католицька церква святих седмочисленників.

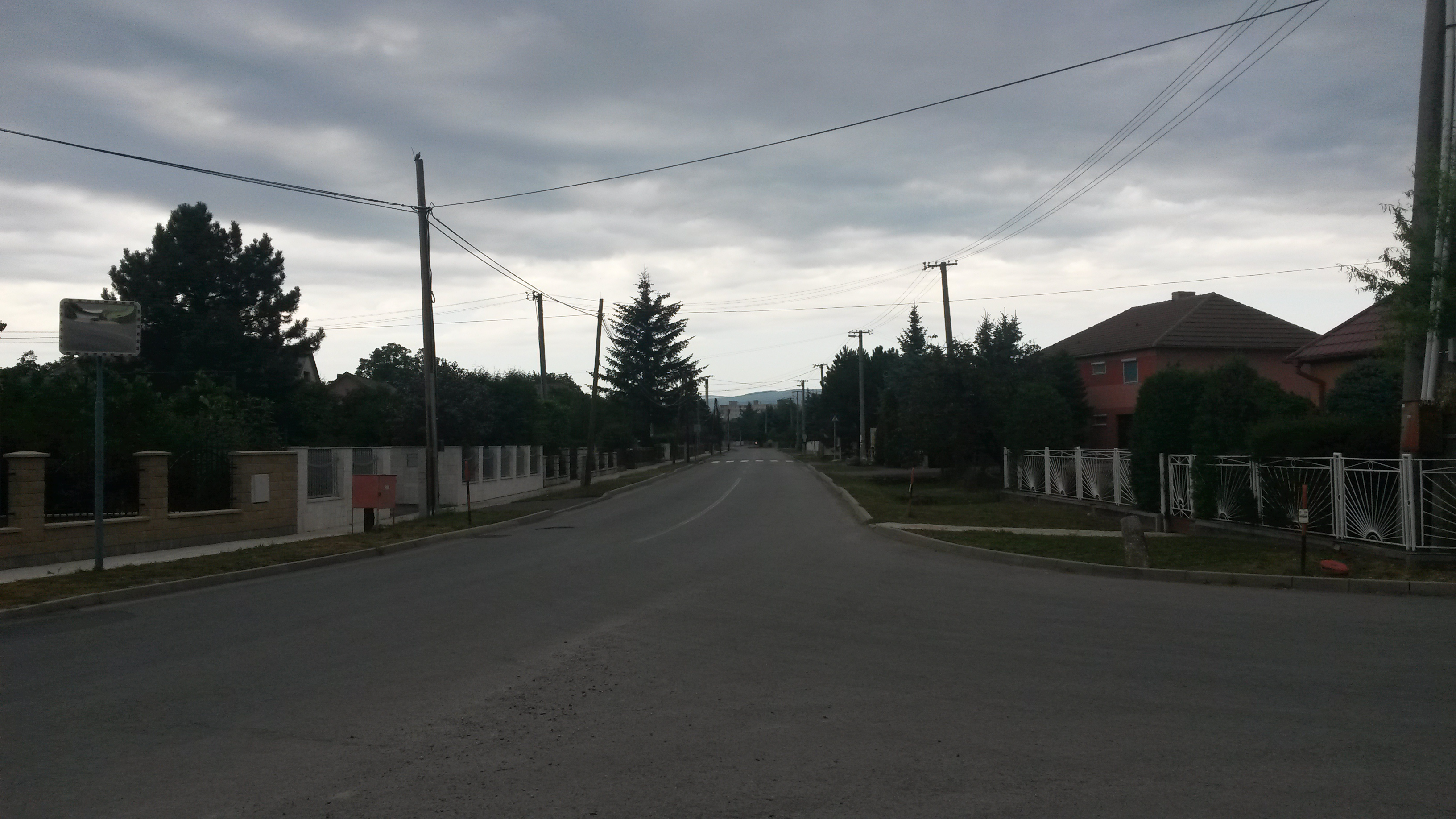
Комаровце, в напрямі Острова

За релігійним складом в місті найбільша громада римо-католиків — 51,09 %. Наступні за кількістю парафіян громади міста Собранці — це греко-католики — 33,93 %.
Невелика кількість населення не сповідує ніяку релігію.
Також у Собранцях існує православна громада, яка за підрахунками становить — 3,37 %. Найменша громада містечка — це протестанти, які практикують віросповідання Лютеранство на основах учення Мартіна Лютера. Їх становить — 1,01 %.

## Визначні пам'ятки
- Приходський костел
- Греко-католицька церква преподобних отців седмочисленників з 21 століття
- Православна церква святого князя Володимира з 21 століття
- Мінеральні джерела
- Музей гітар